# Gelbkehain

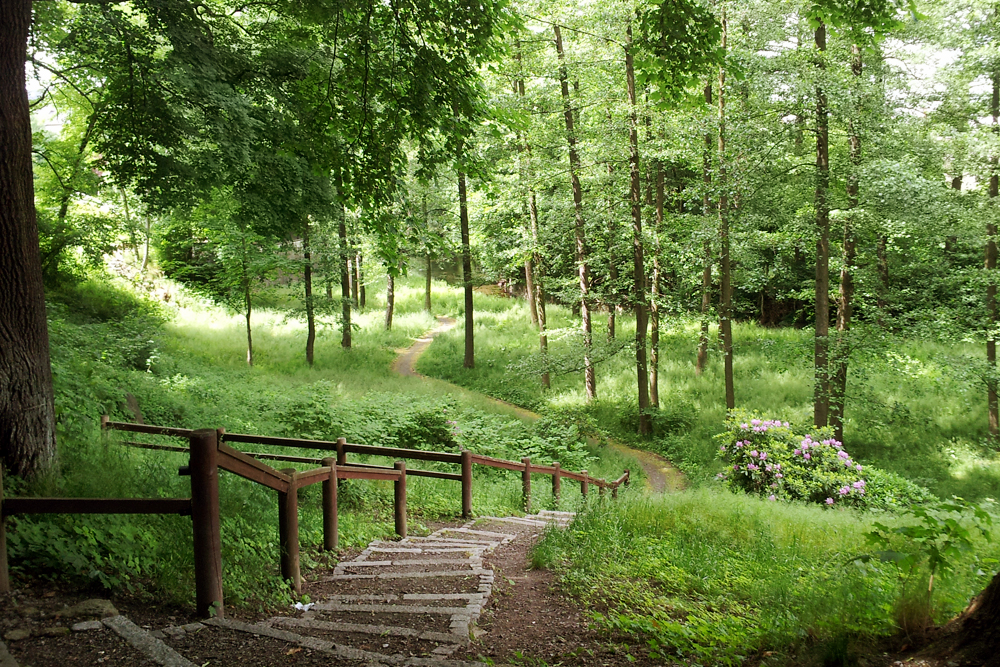
Blick in den Gelbkehain

Der Gelbkehain (auch Gelbke-Hain geschrieben, 1946 als Sängerhain Johannes Gelbke eingeweiht) ist eine etwa 1,5 Hektar große Parkanlage in der sächsischen Stadt Radeberg. Benannt wurde die Anlage nach dem Komponisten, Chorleiter und Sänger Johannes Gelbke, der 1846 in der Stadt geboren wurde und seine Kindheit und frühe Jugend hier verbrachte.

## Lage
Der Gelbkehain befindet sich am Lauf der Großen Röder in Radeberg. Begrenzt wird er im Nordwesten durch die Hospitalbrücke und die Dresdner Straße, im Osten durch eine weitere Röderbrücke und die Dr.-Albert-Dietze-Straße. Südwestlich befindet sich die renaturierte Fläche des ehemaligen Kulturhauses Maxim Gorki.

## Natur

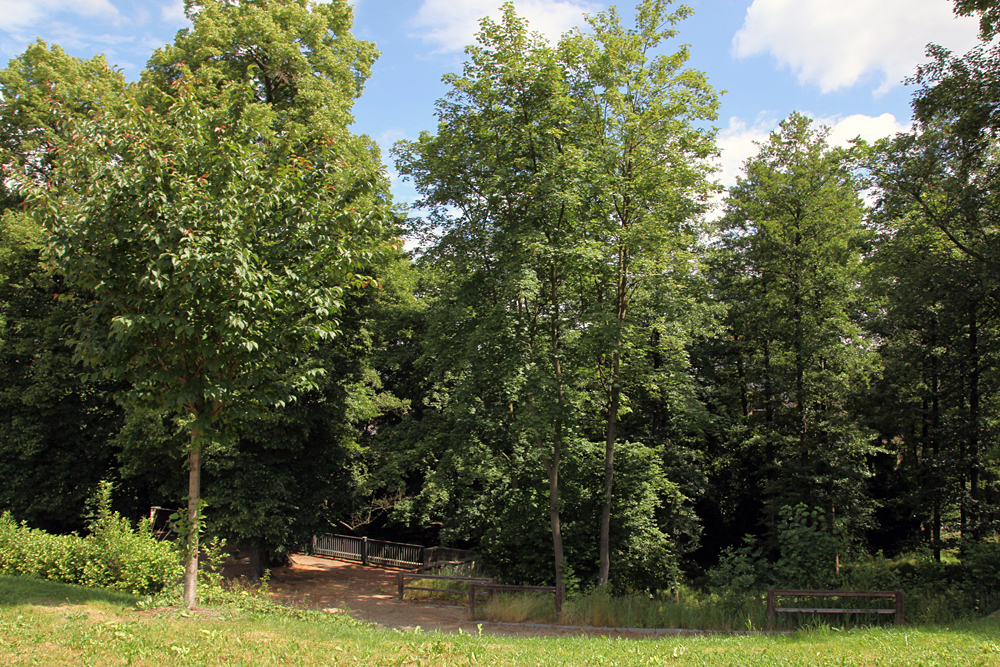
Blick aus Richtung des ehemaligen Kulturhauses

Der Gelbkehain ist mit einem lockeren Laubbaumbestand bewachsen. Die häufigsten Baumarten sind Spitz- und Berg-Ahorn. Außerdem wachsen Linden, Ulmen und Schwarz-Erlen. An den Rändern der Röder kommen Weiden vor. Im östlichen Teil des Parks wurden einige Rhododendren gepflanzt.
Auf dem Gelände des ehemaligen Kulturhauses wurden im Zuge der Renaturierung Wiesenflächen angelegt sowie mehrere Bäume der Gattung Prunus (Steinobstbäume), zum Beispiel Vogel-Kirschen, angepflanzt.

## Geschichte
Bis etwa 1845 war das am linken Ufer der Großen Röder gelegene Gebiet zum größten Teil landwirtschaftlich genutzte Fläche, auf der bis 1813 in Nähe der jetzigen Dresdner Straße lediglich ein Hospital stand, das der Hospitalbrücke ihren Namen gab. Mit dem Bau des ersten Teilstückes der Sächsisch-Schlesischen Eisenbahn von Dresden (Schlesischer Bahnhof) nach Radeberg 1845 musste in Radeberg die Wasserversorgung für die Lokomotiven abgesichert werden, dafür wurde eine Pumpstation am linken Röderufer im jetzigen Gelbkehain gebaut, von der aus das Brauchwasser in den Wasserturm des Radeberger Bahnhofes gepumpt wurde. Diese Pumpstation wurde 1908 abgerissen und ihr Fundament zu einem Podium umgebaut, auf dem bis in die 1960er Jahre künstlerische Veranstaltungen, überwiegend musikalischer Art, durchgeführt wurden.
Etwa 1883 wurde ein Promenadenweg auf dem Gebiet des heutigen Gelbkehains eingerichtet und das Areal als Park gestaltet. Am 19. Juli 1946, dem 100. Geburtstag des in Radeberg geborenen Komponisten Johannes Gelbke, wurde der Anlage zu seinen Ehren der Name Sängerhain Johannes Gelbke verliehen. Durch den ebenfalls 1946 gegründeten Volkschor Radeberg wurde ein Gedenkstein gestiftet und enthüllt. Der Name des Parks verkürzte sich in den folgenden Jahren offiziell zu Gelbkehain. Bis in die 1960er Jahre wurden im Gelbkehain musikalische Veranstaltungen durchgeführt.
Bis Anfang der 1990er Jahre war die Anlage weitgehend in einem verwilderten Zustand und wurde regelmäßig durch Vandalismus beschädigt. 1993 ist die gesamte Anlage des Gelbkehaines von Mitarbeitern der „ABS Elektrotechnik Dresden, Regionalleitung Radeberg“ grundlegend saniert und instand gesetzt worden. Dabei wurde auch der Gedenkstein für Johannes Gelbke restauriert und der Pavillon erneuert. Zur feierlichen Übergabe der renovierten Anlage am 11. September 1993 an die Stadtverwaltung Radeberg erklang neben vielen anderen musikalischen Werken auch Gelbkes bekanntestes Lied „Horch, die alten Eichen rauschen“ (Heimkehr), gesungen vom Männerchor Ottendorf-Okrilla.
Danach übernahmen sowohl Radeberger Schüler und Jugendliche als auch mehrere soziale Arbeitsprojekte die Instandsetzung und die Pflege der Parkanlage.
Die Uferbefestigungen der Großen Röder im Bereich des Hains wurden 2007 durch die Flussmeisterei der Landestalsperrenverwaltung Sachsen saniert und mit mehreren Tonnen Grauwacke verstärkt.

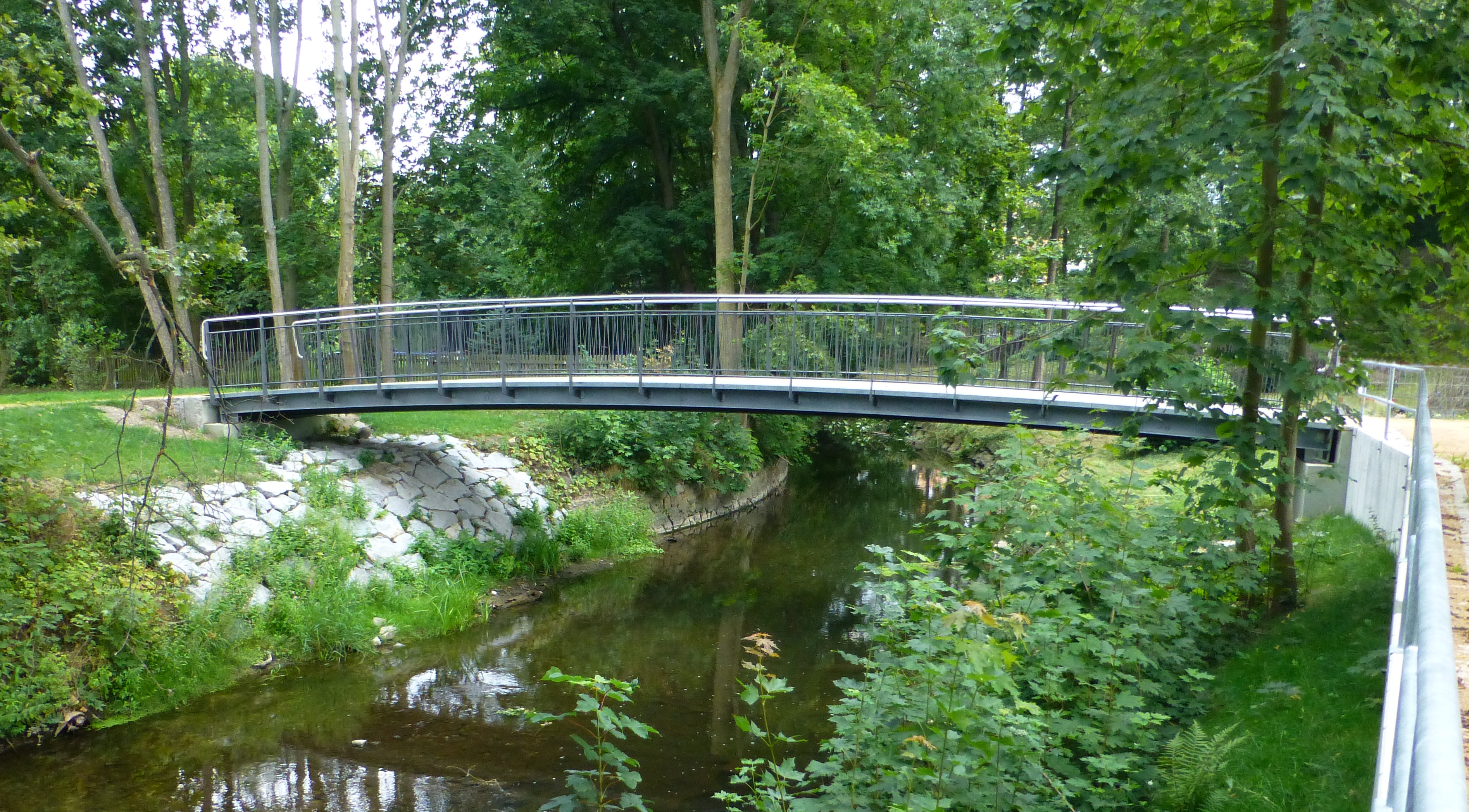
Fußgängerbrücke über die Große Röder im Gelbkehain

Nach dem Abriss des benachbarten Kulturhauses „Maxim Gorki“ 2009 wurde die renaturierte, mit neuen Baumpflanzungen und einem Rundweg versehene Fläche dem Gelbkehain angeschlossen. Gleichzeitig wurden im Park Stützmauern und Böschungen erneuert.
Im Rahmen des Ausbaues des Grünzuges Grünes Band in Radeberg ist auch die Sanierung des Gelbkehaines einschließlich einer fußläufigen Verbindung beider Ufer der Röder und damit von der Parkanlage auf der Fläche des ehemaligen Kulturhauses zur Innenstadt / Treppe zum Humboldt-Gymnasium vorgesehen. Im Juni 2019 ist die Stahl-Fußgängerbrücke im Gelbkehain der Öffentlichkeit übergeben worden.

## Gedenkstein

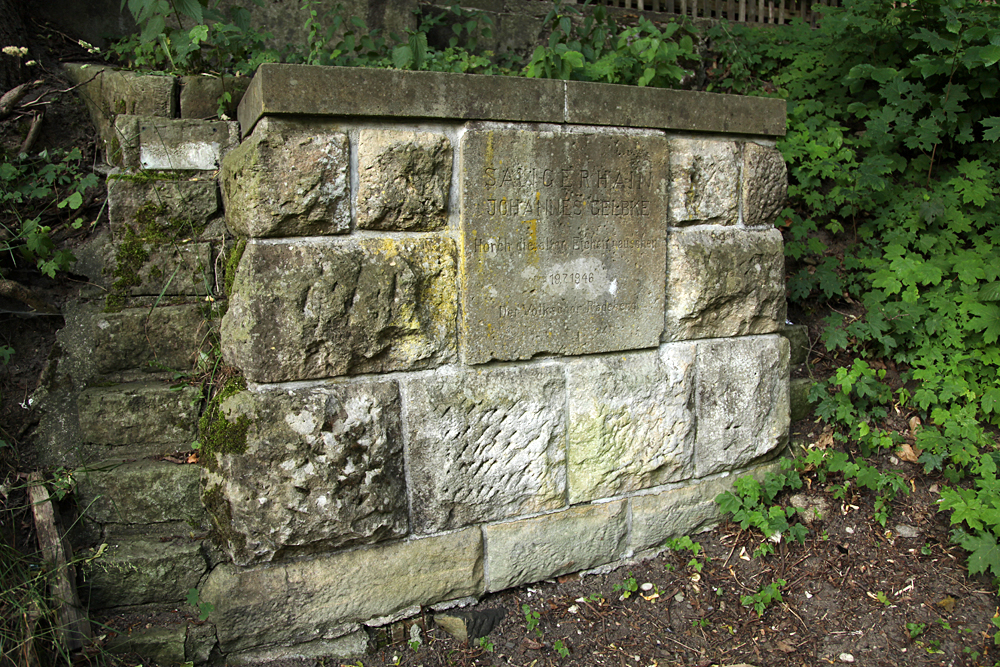
Gedenkstein im Gelbkehain

Der Gedenkstein, der 1946 anlässlich der Namensverleihung des Parks durch den Volkschor Radeberg gestiftet und enthüllt wurde, trägt folgende Inschrift:
SÄNGERHAIN

JOHANNES GELBKE

Horch die alten Eichen rauschen

19.7.1946

Der Volkschor Radeberg
Die Zeile Horch die alten Eichen rauschen verweist auf das bekannteste Werk Gelbkes, die 1882 entstandene Vertonung des Gedichtes Heimkehr von Emil Schimpke.

## Sonstiges
Seit einigen Jahren existieren Pläne der Stadtverwaltung Radeberg, den Gelbkehain weiter auszudehnen. Die Parkanlage soll mit neuen Grünflächen ergänzt und zum Grünen Band Radeberg entlang der Großen Röder ausgebaut werden. Die Arbeiten zum Grünen Band begannen 2018 auf dem Areal einer alten Druckerei am Gelbkehain sowie jenseits der Hospitalbrücke, entlang des Flusslaufs der Großen Röder an der August-Bebel-Straße.